# 헤이허성
헤이허성(중국어: 黑河省, 병음: Héihé, 한국어: 흑하성)은 만주국의 성이다. 약칭은 헤이(黑)이다. 1934년 12월, 만주국 정부는 헤이허성을 설치하였고, 1945년 8월, 만주국이 해체되면서 자연 소멸하였다. 오늘날 헤이룽장성의 북서부에 위치하였다.

## 역사
1934년(강덕 원년) 12월 1일, 만주국은 헤이룽장성 북부의 헤이허다오구(黑河道区)에 헤이허성을 신설하였으며, 아이후이현(瑷珲县) 헤이허가(黑河街)에 성공서(省公署)를 설치하였다. 헤이허성은 아이후이현(瑷珲县), 후마현(呼玛县), 모허현(漠河县), 오우푸현(鸥浦县), 츠커현(奇克县), 쉰허현(逊河县), 우윈현(乌云县), 포산현(佛山县)의 8현을 관할했다. 1937년(강덕 4년) 12월에 쑨우현(孙吴县)이 신설되었다.
1941년(강덕 8년) 8월 1일 포산현(佛山县)이 싼장현(三江县)에 이관되었으며, 1943년(강덕 10년) 1월 1일 베이안성(北安省)에서 넌장현(嫩江县)이 이관되었다. 동년 7월 츠커현과 쉰허현이 합병되어 쉰커현(逊克县)이 되었다. 1945년(강덕 12년) 8월 1일에 넌장현이 룽장성으로 이관되었다. 1945년 8월, 만주국이 해체되면서 자연 소멸하였지만, 헤이허성은 새롭게 설치된 넌장성(嫩江省)에 이관되었다.

## 행정 구역
1945년 8월, 만주국 해체 직전의 행정 구역
- 모허현(漠河县)
- 오우푸현(鸥浦县)
- 후마현(呼玛县)
- 아이후이현(瑷珲县)
- 우윈현(乌云县)
- 쉰커현(逊克县)

## 같이 보기
- 만주국의 행정 구역